# 雅麗珊社區中心

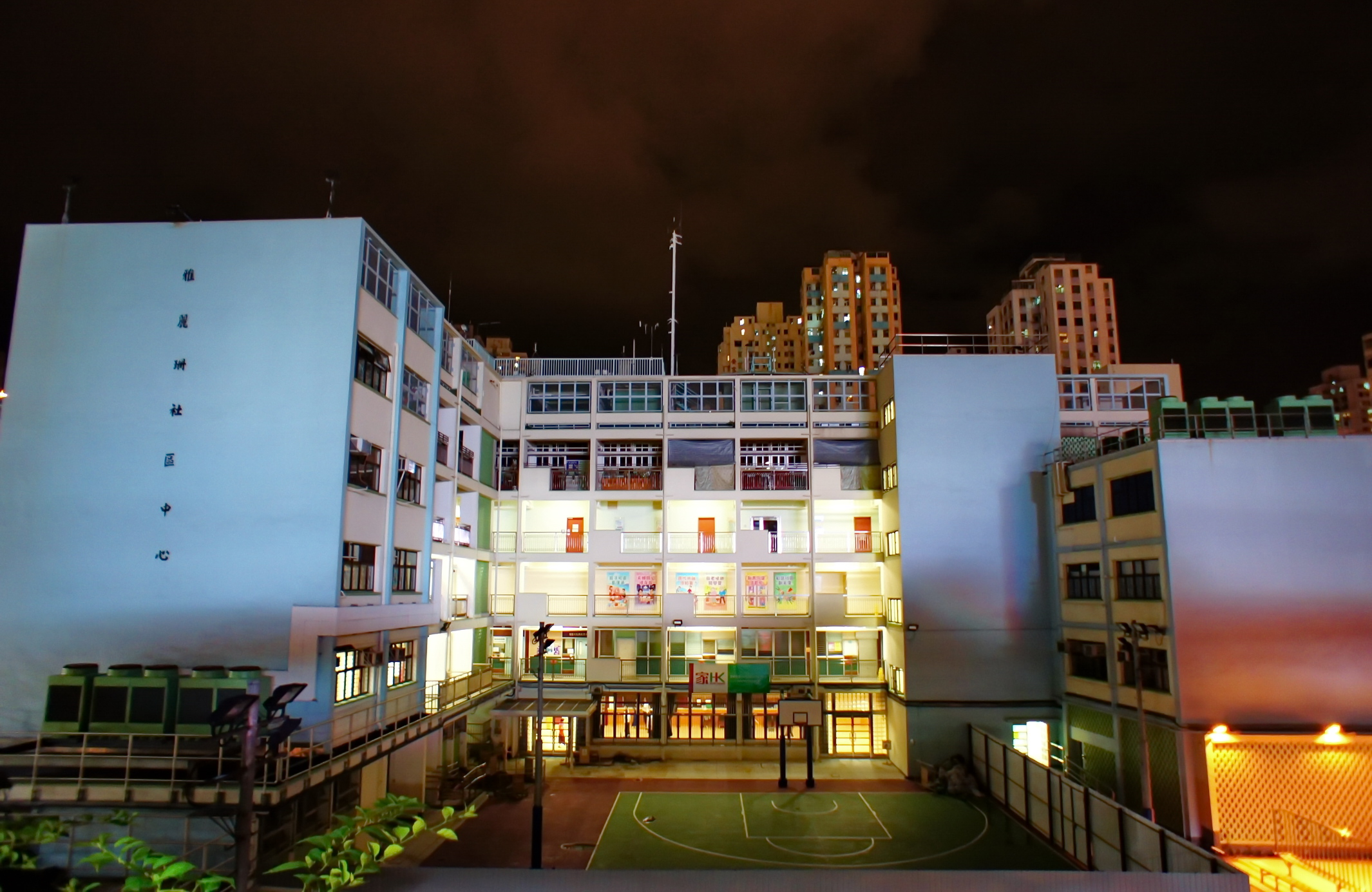
夜晚的雅麗珊社區中心

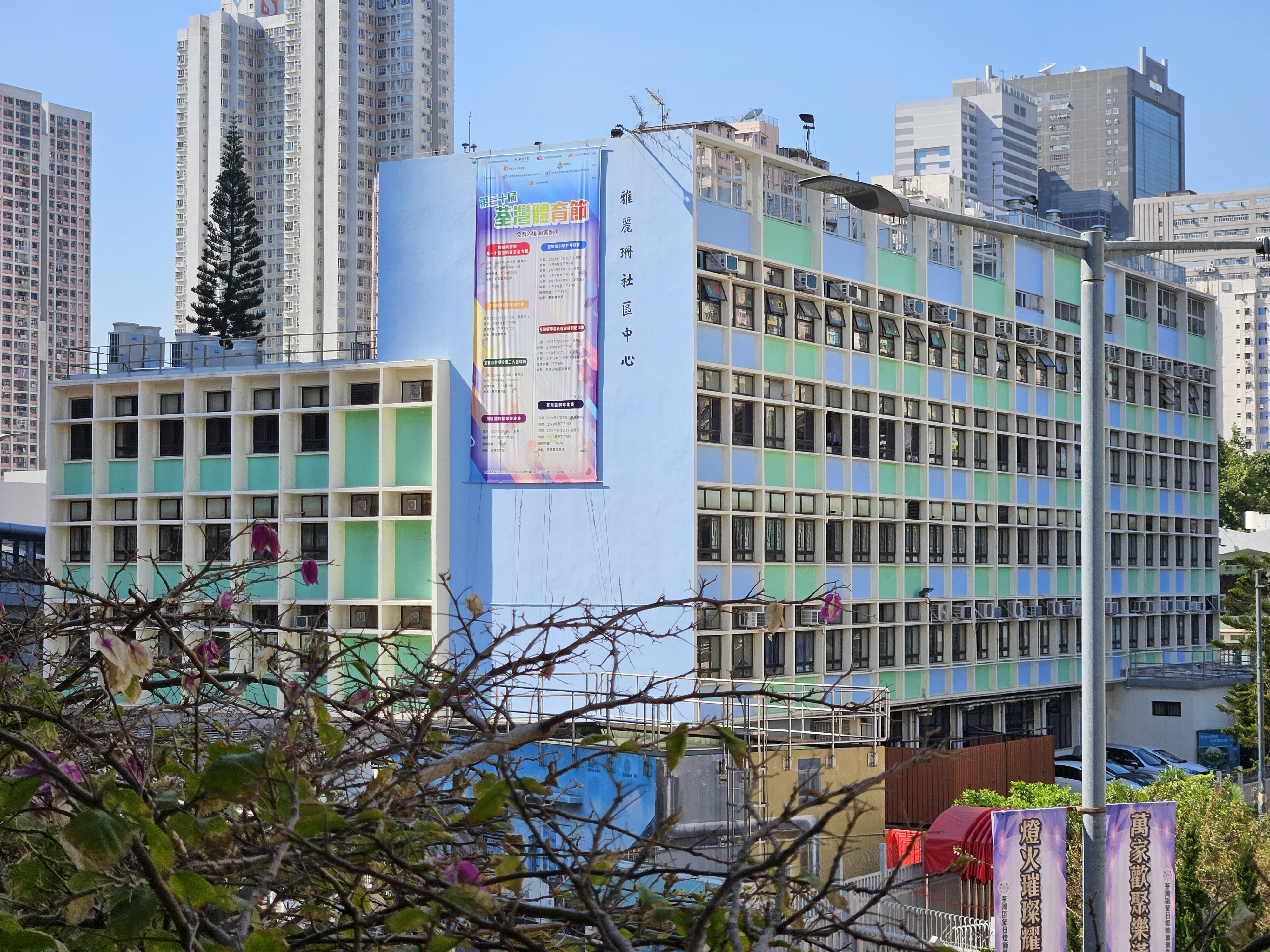
雅麗珊社區中心

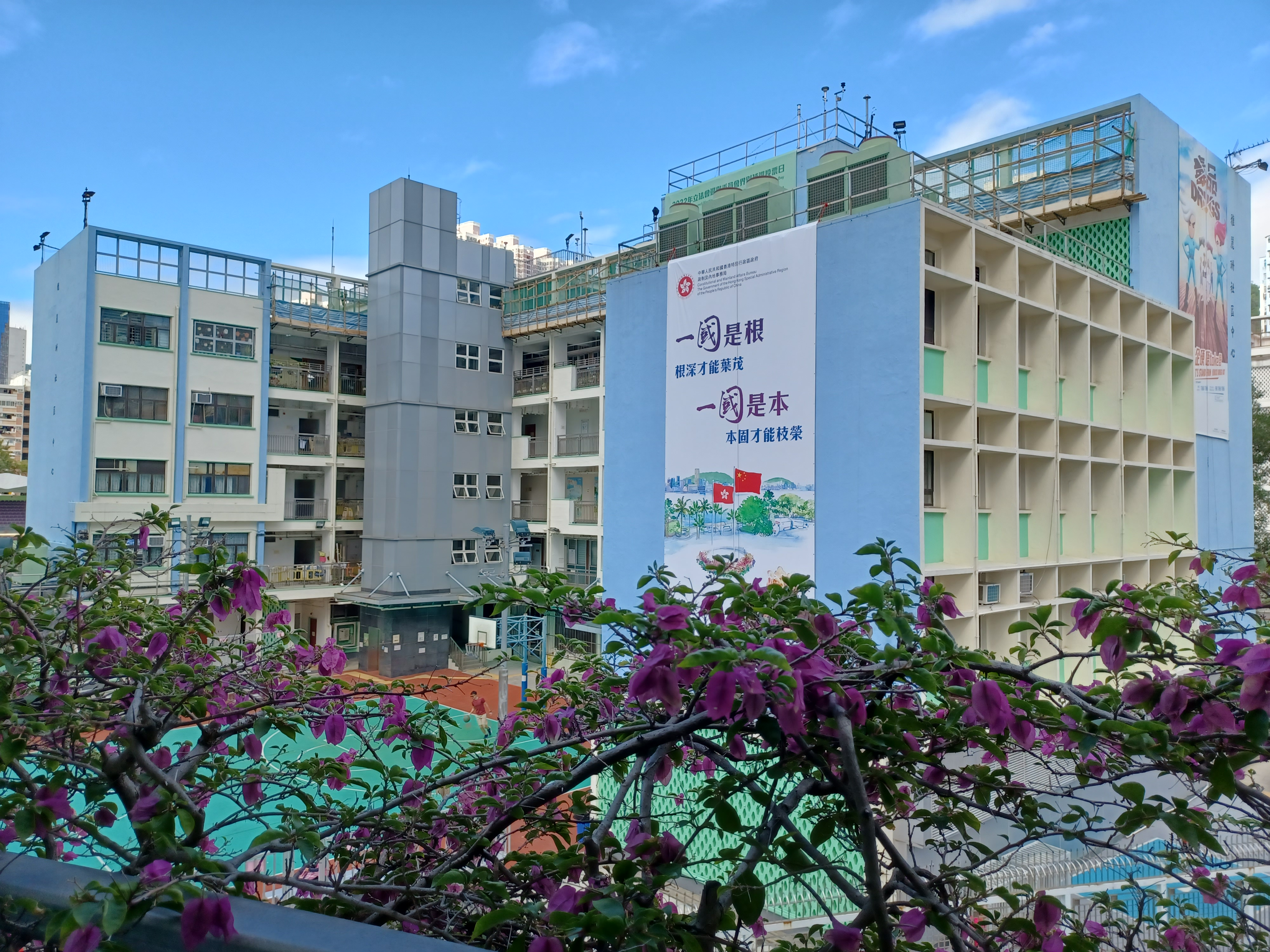
雅麗珊社區中心

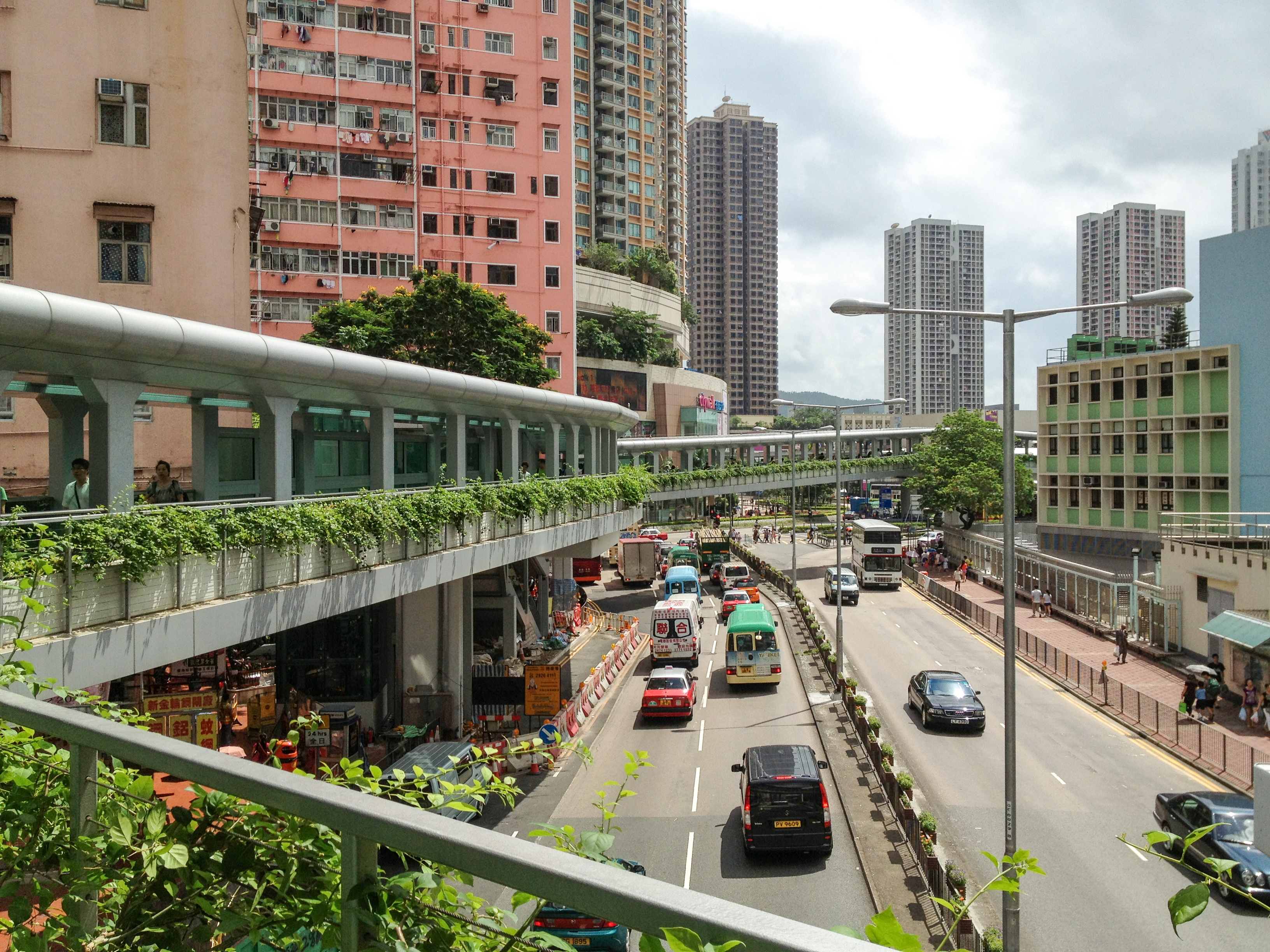
大河道及雅麗珊社區中心（右方淺藍、淺綠色建築）

雅麗珊社區中心（英語：Princess Alexandra Community Centre），是香港一座社區中心，始建於1959年，於1961年落成，位於荃灣大河道60號，鄰近沙咀道遊樂場及海壩街官立小學。

## 歷史
中心歷史始於1959年，其時正値港府發展荃灣衛星城市；當年爲聯合國世界難民年，中心獲英國社會賢達捐款建立，於1961年竣工，同年6月19日由時任港督柏立基爵士主持開幕禮，並立石匾紀念。石匾上以中英雙語，刻有以下文字：
「此社區服務中心乃蒙英聯合王國人士於一九五九年世界難民年捐建並蒙
香港總督柏立基爵士於一九六一年六月十九日涖臨主持開幕典禮鐫此以垂永紀」
中心最初名爲「荃灣社區中心」，同年開幕不久，適逢英女皇伊莉莎伯二世的堂妹雅麗珊郡主首次訪港，於是冠名雅麗珊社區中心，以茲紀念。

## 設施
中心是香港政府在荃灣衛星城市以至香港新市鎮建設的首座綜合社會服務中心，設有禮堂、多用途活動室、社會服務機構辦公室及戶外多用途球場等演出場地及設施，標誌着香港新市鎮社區設施發展的第一步。開幕初期在該處舉辦的活動包括話劇、歌唱、音樂等文藝比賽及表演、各種展覽，還有運動比賽，包括籃球、乒乓球比賽、荃灣區環山賽跑等。1966年，仁濟醫院曾在此舉行「籌募建院經費遊藝晚會粵劇表演」。
現時供公眾使用的設施包括一間多用途禮堂、一個露天籃球場及一個會議室。由於地點位處於荃灣市中心，社區中心的設施一直深受使用者的歡迎，特別是禮堂的使用率極高。

## 鄰近
- 沙咀道
- 大河道
- 海壩街
- 沙咀道遊樂場
- 海壩街官立小學
- 荃新天地

## 資料來源
1. ↑  . British Pathé.
2. 1 2  張銳輝. . 立場新聞. 2019-03-10  [2021-06-27]. （原始内容存档于2021-06-24）.
3. ↑  . 華僑日報. 1963-06-14.
4. ↑  . 政府檔案處. 2021-04-26  [2021-06-14]. （原始内容存档于2021-06-14）.
5. ↑   (pdf). 荃灣區議會地區設施管理委員會.   [2021-06-14]. （原始内容存档 (PDF)于2021-06-14）.